# Wyższa Szkoła Piechoty
Wyższa Szkoła Piechoty (WSPiech) – szkoła piechoty ludowego Wojska Polskiego.

## Historia uczelni
2 kwietnia 1948 Minister Obrony Narodowej marszałek Polski Michał Żymierski wydał rozkaz organizacyjny Nr 061/Org., w którym nakazał dowódcy Wojsk Lądowych do 24 kwietnia 1948 przenieść Centrum Wyszkolenia Piechoty w Rembertowie z etatu Nr 20/68 na etat Nr 20/93 z równoczesną zmianą nazwy na Wyższą Szkołę Piechoty o stanie osobowym 367 wojskowych stanu stałego i 161 pracowników kontraktowych oraz 474 oficerów-słuchaczy stanu zmiennego. 
Zadaniem szkoły było przygotowanie oficerów do objęcia stanowisk od dowódcy kompanii do oficera sztabu dywizji. Obok zasadniczych kursów organizowano różne kursy dodatkowe dla dowódców pułków i dywizji, oficerów sztabów i kadry dydaktycznej szkół oficerskich.
Funkcję pododdziału manewrowego WSPiech spełniał 2 batalion 1 Praskiego Pułku Piechoty stacjonujący w Warszawie.
22 listopada 1949 Minister Obrony Narodowej marszałek Polski Konstanty Rokossowski wydał rozkaz organizacyjny Nr 0234/Org., w którym nakazał II wiceministrowi obrony narodowej, dowódcy Wojsk Lądowych generałowi broni Stanisławowi Popławskiemu przenieść do 25 grudnia 1949 WSPiech z etatu Nr 20/93 na etat Nr 20/164 o stanie osobowym 368 wojskowych stanu stałego i 43 pracowników kontraktowych oraz 434 oficerów-słuchaczy stanu zmiennego.
16 września 1950 wiceminister obrony narodowej generał broni Stanisław Popławski wręczył komendantowi szkoły generałowi brygady Ostapowi Stecy sztandar ufundowany przez społeczeństwo Pruszkowa.
7 lipca 1951 Minister Obrony Narodowej marszałek Polski Konstanty Rokossowski wydał rozkaz organizacyjny Nr 059/Org., w którym nakazał dowódcy Okręgu Wojskowego Nr I generałowi dywizji Janowi Rotkiewiczowi przenieść do 1 października 1951 WSPiech z etatu Nr 20/164 na etat Nr 20/234 o stanie osobowym 589 wojskowych stanu stałego i 269 pracowników kontraktowych oraz 660 oficerów-słuchaczy stanu zmiennego, w tym 100 oficerów z Ministerstwa Bezpieczeństwa Publicznego oraz polecił sformować batalion szkolny według etatu Nr 20/235 o stanie 570 wojskowych.
W 1953 WSPiech została przeformowana na etat Nr 20/306. Liczba oficerów-słuchaczy została zmniejszona z 660 do 420. Został utworzony batalion obsługi w składzie: kompania ćwiczebna, kompania wartownicza, pluton łączności, pluton poligonowy, pluton gospodarczy, pluton funkcyjny i orkiestra.
20 sierpnia 1954 Minister Obrony Narodowej marszałek Polski Konstanty Rokossowski wydał rozkaz organizacyjny Nr 043/Org., w którym nakazał przenieść w terminie do 1 października 1954 WSPiech z etatu Nr 20/306 na etat Nr 20/335 Kursy Doskonalenia Oficerów Piechoty z jednoczesną dyslokacją do Mińska Mazowieckiego.

## Struktura organizacyjna
Struktura organizacyjna Wyższej Szkoły Piechoty według etatu Nr 20/93 z 2 kwietnia 1948. 
- Komenda Wyższej Szkoły Piechoty
- Sztab
- Wydział Polityczno-Wychowawczy
  - orkiestra
  - świetlica
- Wydział Nauk
  - Cykl Taktyki Piechoty i Służby Sztabów
  - Cykl Taktyki Specjalnej i Broni Technicznych
  - Cykl Wyszkolenia Strzeleckiego
  - Cykl Wyszkolenia Polityczno-Wychowawczego
  - Cykl Ogólnokształcący
- Kurs dowódców pułków i oficerów sztabów pułków
  - dowództwo kursu
  - klasa dowódców pułków a. 20 oficerów-słuchaczy
  - siedem klas oficerów sztabów pułków a. 18 oficerów-słuchaczy
  - 12 asystentów wykładowców
- Kurs dowódców batalionów
  - dowództwo kursu
  - pięć klas a. 20 oficerów-słuchaczy
- Kurs dowódców kompanii
  - dowództwo kursu
  - dziewięć klas a. 24 oficerów słuchaczy
- Kwatermistrzostwo
  - Izba Chorych
  - kompania transportowo-gospodarcza
- kompania obsługi

## Kadra i absolwenci Wyższej Szkoły Piechoty
Komendanci:
- gen bryg. Ksawery Floryanowicz (IV - 24 VII 1948)
- gen. bryg. Ostap Steca (24 VII 1948 - 23 X 1952)
- gen. bryg. Ławrencjusz Świtelski (23 X 1952 - 24 VII 1954)
- ppłk dypl. Antoni Aponowicz (cz.p.o. 25 VII - 1 IX 1954)
- płk Mieczysław Mazur (2 - 30 IX 1954)

Zastępcy komendanta do spraw politycznych:
- ppłk Józef Lebiedź (IV 1948 - III 1949)
- mjr/ppłk Aleksander Knoll (III 1949 - IX 1954)

Zastępcy komendanta do spraw liniowych - dyrektorzy nauk:
- ppłk/płk dypl. Ignacy Morżkowski

Kwatermistrzowie:
- mjr Anatol Trusow
- mjr Jan Wieżański

Wykładowcy:
- ppłk Konrad Krajewski - taktyka i służba sztabów

Absolwenci:
- Witold Biegański
- Bazyli Maksimczuk